# Atlantico Soundcheck
Atlantico Soundcheck è il terzo album dal vivo del cantautore italiano Marco Mengoni, pubblicato a maggio 2019.

## Descrizione
L'album è stato commercializzato solo in formato fisico CD in edizione limitata a 5 000 copie e distribuito alle date dell’Atlantico Tour 2019.
Contiene 10 tracce con le musiche, i dialoghi e i suoni registrati nella sala prove del tour.

## Tracce
1. Muhammad Ali – 3:47 (Tony Maiello, Marco Mengoni, Piero Romitelli, Davide Simonetta)
2. Voglio – 3:43 (Andrea Bonomo, Gianluigi Fazio, Marco Mengoni)
3. La ragione del mondo – 4:20 (Fabio Ilacqua, Marco Mengoni)
4. Buona vita – 3:56 (Fabio Ilacqua, Marco Mengoni)
5. Dialogo tra due pazzi – 4:03 (Francesco Catitti, Alessandro Mahmoud, Marco Mengoni)
6. La casa azul – 3:33 (Fabio Ilacqua, Marco Mengoni)
7. Rivoluzione – 3:37 (Dario Faini, Alessandro Mahmoud, Marco Mengoni)
8. Amalia – 4:49 (Fabio Ilacqua, Marco Mengoni)
9. Mille lire – 3:25 (Fabio Clemente, Alessandro Mahmoud, Marco Mengoni, Alessandro Merli)
10. Hola – 4:38 (Francesco Catitti, Alessandro Mahmoud, Marco Mengoni, Tom Walker)